# 1996 en France
Chronologie de la France
- 1992
- 1993
- 1994
- 1995
- 1996
- 1997
- 1998
- 1999
- 2000

Cet article présente les faits marquants de l'année 1996 en France.

## Événements
1996 est selon météo France l'année de sécheresse la plus sévère jamais mesurée depuis la fin du XIXe siècle.

### Janvier
- 8 janvier : décès de François Mitterrand[2].
- 12 janvier : en Corse, une conférence de presse clandestine nocturne du FLNC Canal Historique à Tralonca, annonçant une trêve, rassemble environ 600 militants encagoulés et armés, ce qui provoquera une polémique sur le laisser-faire des forces de l'ordre stationnées à proximité[3].
- 27 janvier : dernier des essais nucléaires français souterrains à l'atoll de Fangataufa.
- 29 janvier : annonce par Jacques Chirac de l'arrêt des essais nucléaires français[4].

### Février
- Février : début des travaux de démantèlement du centre d'expérimentation du Pacifique (CEP).
- 22 février : annonce par Jacques Chirac de la suspension du service militaire dans un délai de six ans[2].

### Mars
- Mars : le créateur de la méthode du « Tiers secrètement inclus », le physicien théoricien Basarab Nicolescu publie le Manifeste de la Transdisciplinarité.
- 18 mars : occupation à Paris de l'église Saint-Ambroise par 300 Africains « sans-papiers » demandant leur régularisation. Expulsés, ils partent occuper l'église Saint-Bernard. Dix d'entre eux entameront alors une grève de la faim qui durera deux mois.
- 25 mars: Johnny Hallyday et Laeticia sont mariés à Neuilly-sur-Seine par le maire Nicolas Sarkozy.
- 29 mars : assaut du RAID contre le « Gang de Roubaix ».

### Avril
- 26 avril : le GIA revendique l'enlèvement des sept moines du monastère de Tibéhirine et propose à la France de libérer les moines en échange de prisonniers islamistes.

### Mai
- 8 mai : le PSG remporte la coupe d'Europe des vainqueurs de coupe en battant en finale le Rapid de Vienne sur le score de 1 but à 0 (but inscrit par Bruno N'Gotty).
- 18 mai : intervention militaire en République centrafricaine[2].

### Juin
- 11 juin : loi Robien sur le temps de travail[2].

### Juillet
- 14 juillet : les ouvrières de Lejaby organisent un défilé de mode en sous-vêtements sur la place de la mairie de Bourg-en-Bresse pour protester contre la fermeture de leur usine[5].

### Août
- 23 août : évacuation musclée par la police d'étrangers en situation irrégulière africains occupant l'église Saint-Bernard. Plusieurs d'entre eux sont renvoyés au Mali. Fin de la grève de la faim. L'un d'eux mourra quelques mois plus tard des séquelles de sa grève de la faim[6],[7].

### Septembre
- 19 septembre : visite en France de Jean-Paul II, à l'occasion de la célébration du 1500e anniversaire du baptême de Clovis.

### Octobre
- 18 octobre : France Télécom change la numérotation téléphonique appliquée en France[8].

- 27 octobre : Passage à l'heure d'hiver, alors que jusqu'en 1995 ce changement d'heure avait lieu le dernier dimanche de septembre.

### Décembre
- 3 décembre : un attentat (perpétré en utilisant une bonbonne de gaz de treize kilos) à la station RER Port-Royal fait quatre morts et 170 blessés (voir : Attentat du RER B à Port-Royal).

- Décembre : les régimes de retraite Arrco et Agirc décident de moins revaloriser les retraites.

- Fin décembre : vague de froid avec de fréquentes chutes de neige.

## Culture

### Mode
Présentation en fin d'année de la collection Lumps & Bumps « printemps-été 1997 » de la marque Comme des Garçons dessinée par Rei Kawakubo.

### Cinéma

#### Films français sortis en 1996
- Parution du film La belle verte de Coline Serreau (satire de la société contemporaine à partir de la création d'une société utopique)

#### Prix et récompenses
- César du meilleur film : La Haine, de Mathieu Kassovitz
- Prix Jean-Vigo : Encore, de Pascal Bonitzer

## Naissances
- 27 janvier : Squeezie, vidéaste.

## Principaux décès
- 8 janvier : François Mitterrand, homme d'État.
- 17 février : Hervé Bazin, écrivain.
- 3 mars : Marguerite Duras, femme de lettres.
- 2 août : Michel Debré, homme d'État.
- 12 octobre : René Lacoste, joueur de tennis et industriel.
- 9 décembre : Alain Poher, homme d'État.